# Acuto
Acuto is een gemeente in de Italiaanse provincie Frosinone (regio Latium) en telt 1878 inwoners (31-12-2004). De oppervlakte bedraagt 13 km², de bevolkingsdichtheid is 143 inwoners per km².

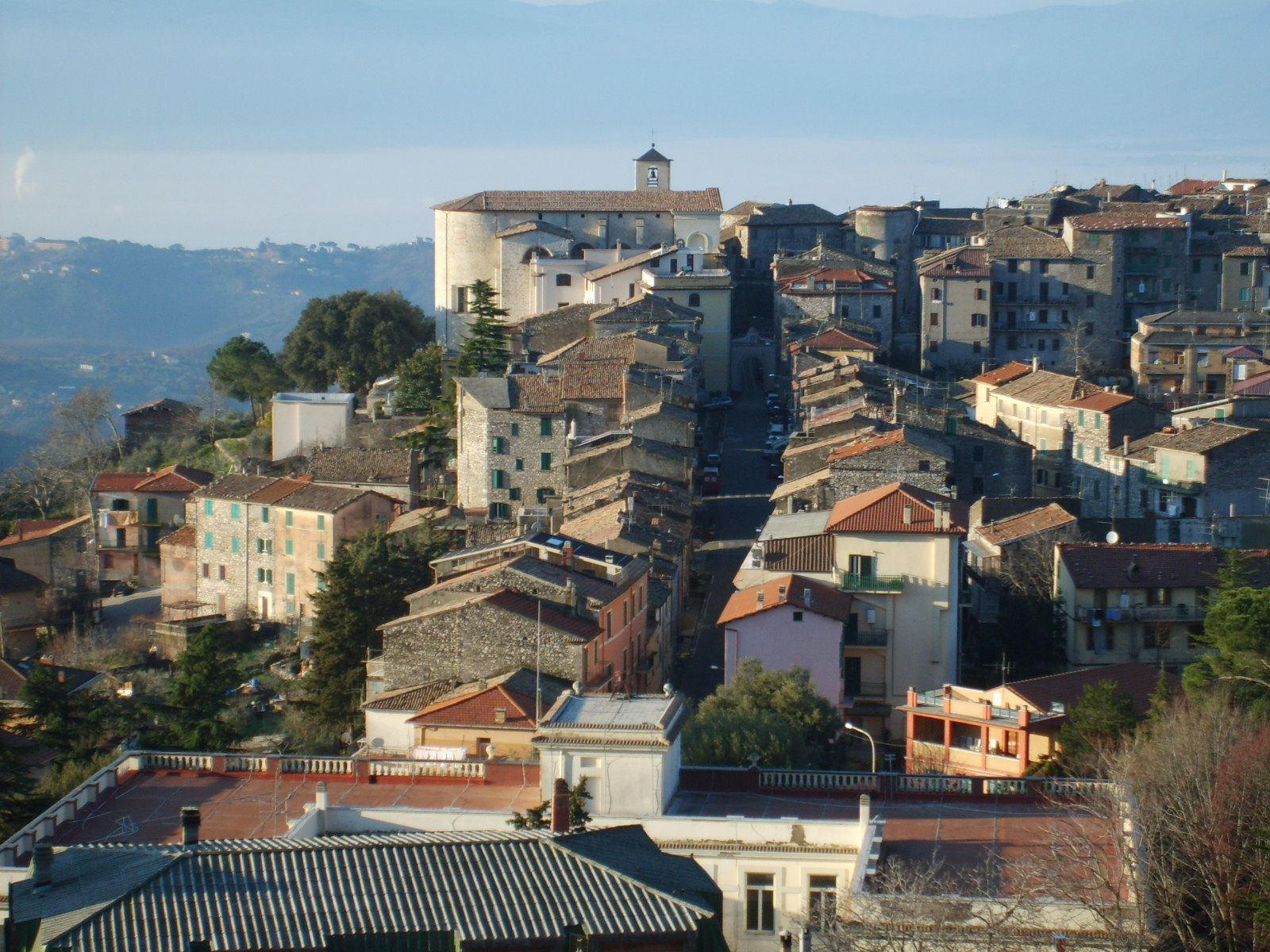
Acuto

## Geografie
De gemeente ligt op ongeveer 724 m boven zeeniveau.
Acuto grenst aan de volgende gemeenten: Anagni, Ferentino, Fiuggi, Piglio.